# Faro de Blankenberge
El Faro de Blankenberge (en neerlandés: Vuurtoren van Blankenberge) fue construido en 1950 en la ciudad portuaria de Blankenberge al norte de Bélgica. En el edificio bajo la torre existe un museo marítimo. Ha habido referencias de un faro en Blankenberge desde 1337. El último faro fue construido en 1870 y volado por la ocupación alemana en 1944. Antes además en un fuerte construido por Napoléon en el lugar (ahora demolido) existió un faro entre 1817 y 1872.